# Kostel svatého Jakuba Staršího (Stodůlky)
Kostel svatého Jakuba Staršího v Praze-Stodůlkách je římskokatolický farní kostel na území Prahy 5-Stodůlek, nachází se na malém návrší v centru někdejší samostatné vesnice Stodůlky. Stojí v těsném sousedství stodůlecké fary, jejíž adresa je Kovářova 21/22.

## Historie

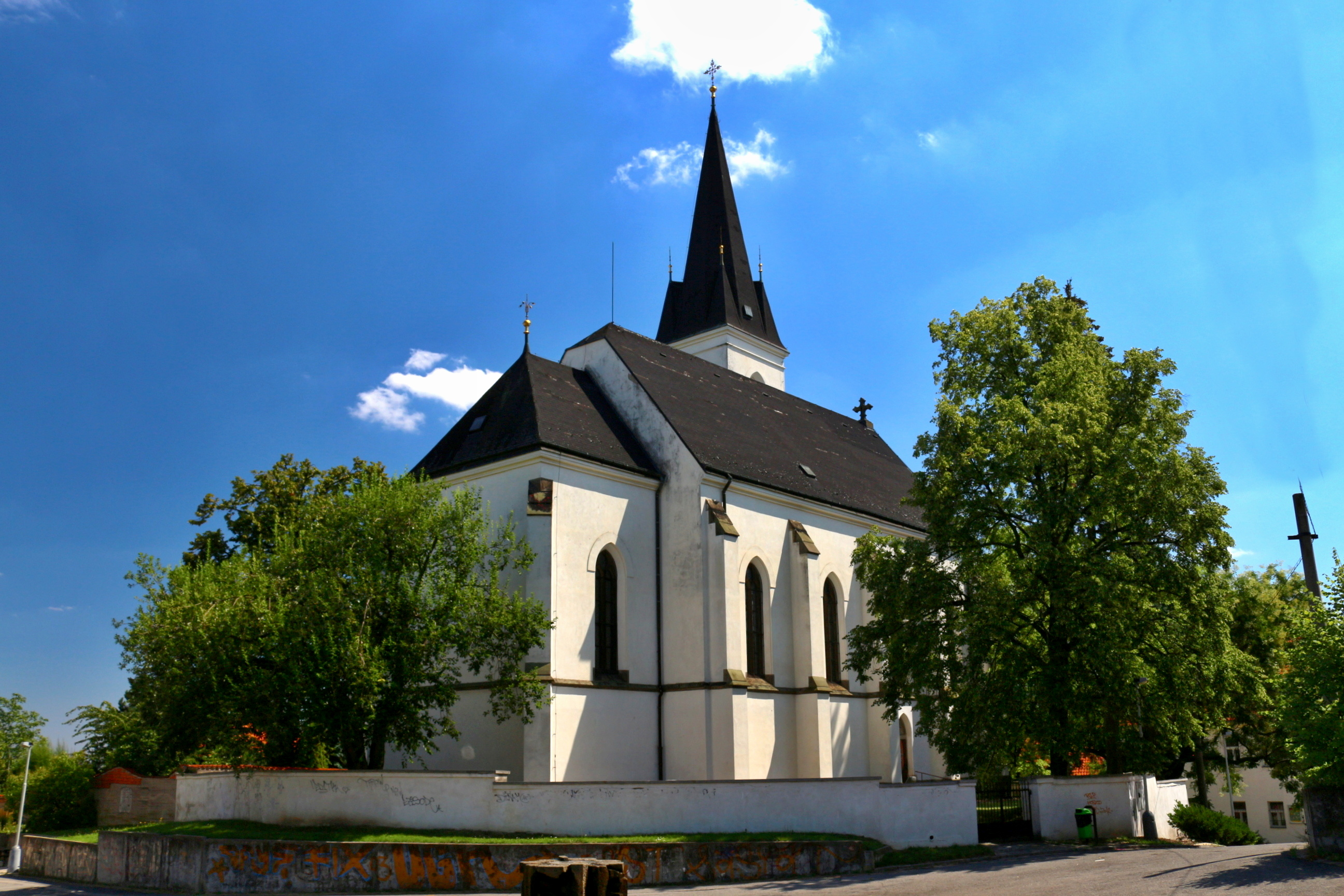
Zadní strana kostela

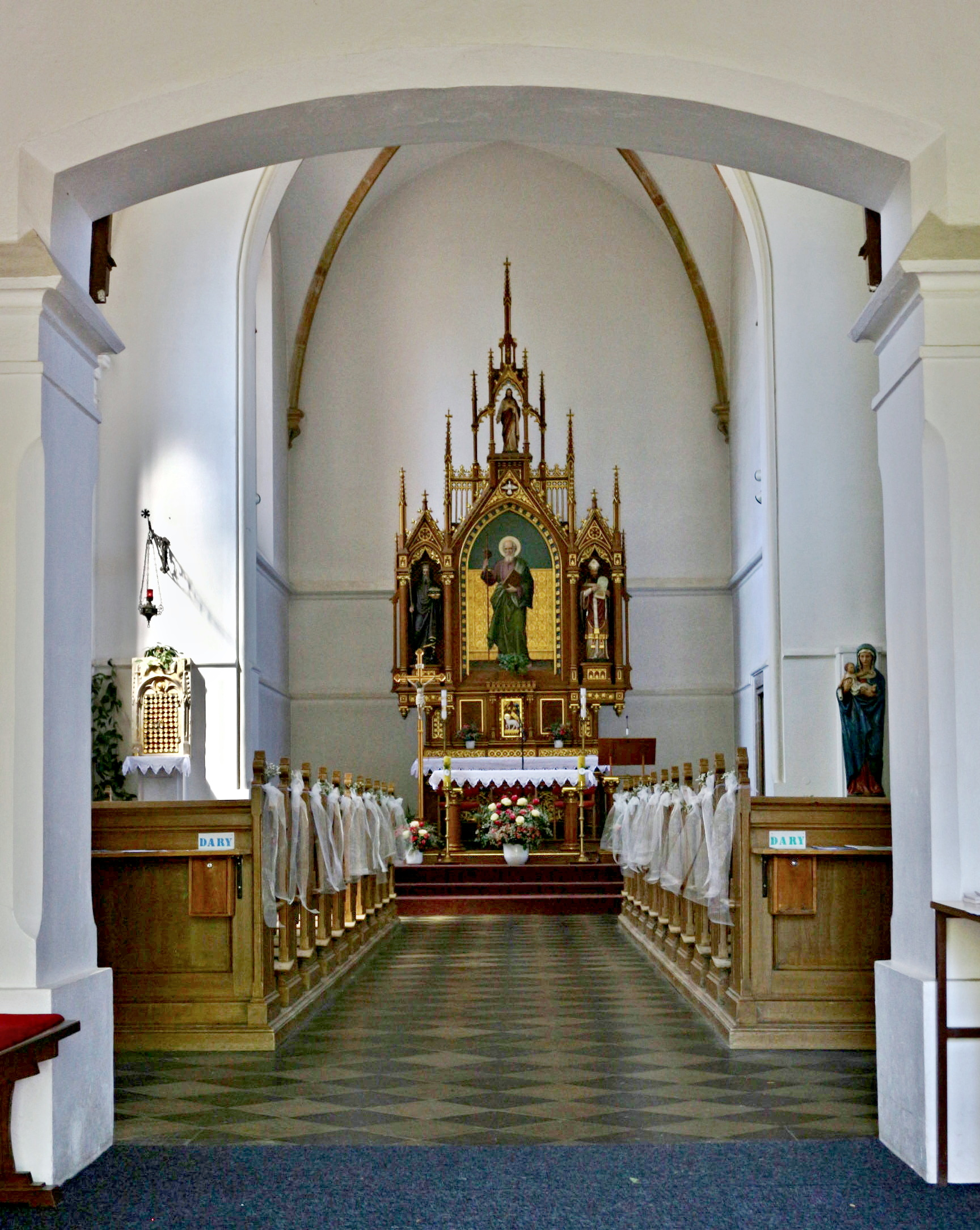
Interiér kostela

Některé prameny, jejichž pravdivost nelze věrohodně doložit, uvádějí zmínku o Stodůlkách z roku 1159, v souvislosti s malostranským kostelem Panny Marie pod řetězem a tamním johanitským klášterem.
První doložená písemná zmínka o stodůleckém románském kostele je z roku 1292. Prvním zdejším farářem byl Jan Heřman, kterého roku 1298 jmenoval pražský biskup Řehoř Zajíc z Valdeka na pokyn papeže Bonifáce VIII.
Románský kostelík existoval jako hřbitovní, než byl v roce 1835 hřbitov přenesen za hranice vsi. Románský kostel stál až do roku 1901, kdy byl pro nedostatečnou kapacitu zbořen a nahrazen současným pseudogotickým kostelem sv. Jakuba Staršího z let 1901–1903. Byl vystavěn v místě staršího kostela, ze kterého se zachoval kamenný sanktuář v gotickém stylu.

## Komunitní centrum
Kostel sv. Jakuba spolupracuje s komunitním centrem sv. Prokopa (centrum spadá pod gesci stodůlecké farnosti).

## Bohoslužby
V kostele se konají pravidelné bohoslužby (o nedělích v 8, 9:30 a 18 hodin, pondělky a čtvrtky v 7:15 hodin, a pátky v 18 hodin.
25. července se koná svatojakubská pouť, 11. října posvícení.